# Protaetia nigrobrunnea
Protaetia nigrobrunnea är en skalbaggsart som beskrevs av Moser 1909. Protaetia nigrobrunnea ingår i släktet Protaetia och familjen Cetoniidae. Inga underarter finns listade i Catalogue of Life.